# Шипучая таблетка

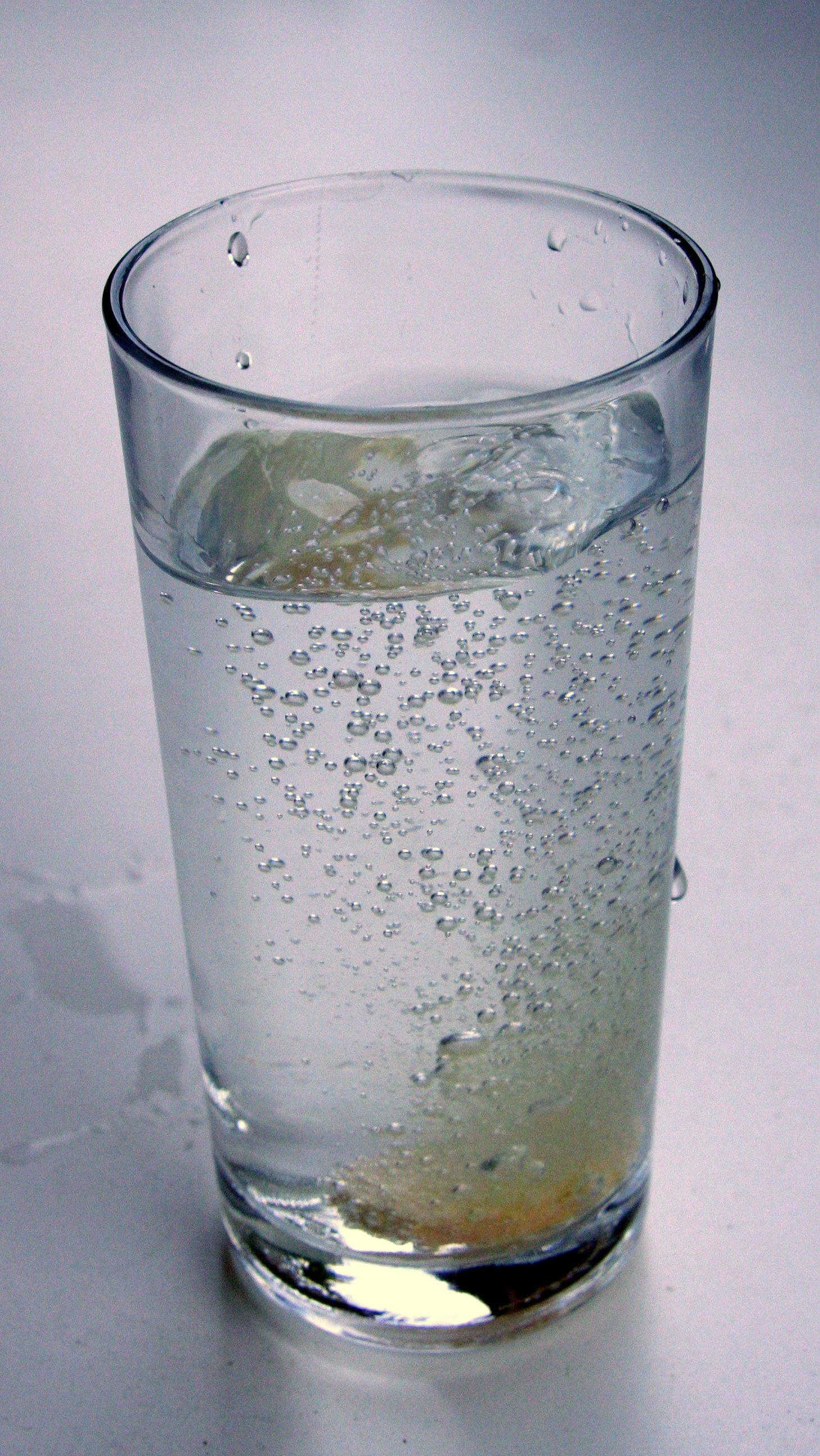
Шипучая таблетка в стакане воды

Шипучая таблетка или таблетка шипучая — непокрытая таблетка, обычно содержащая кислотные вещества и карбонаты или гидрокарбонаты, которые быстро реагируют в воде с выделением диоксида углерода; Шипучие таблетки предназначены для растворения или диспергирования лекарственного средства в воде непосредственно перед приемом.
Таблетка представляет собой спрессованные в плотную массу ингредиенты, которые расфасованы в блистерную упаковку или в пластиковую либо металлическую тубу. Порошкообразные ингредиенты также упаковываются и продаются в виде шипучих порошков, упакованных чаще всего в блистерные пакетики